# История на ФК Шалке 04
Футболен клуб „Гелзенкирхен – Шалке 04“ (на немски: Fußballclub Gelsenkirchen-Schalke 04 e. V.) или накратко „Шалке 04“ (на немски: FC Schalke 04) е спортен клуб от квартала Шалке на гр. Гелзенкирхен, провинция Северен Рейн-Вестфалия, Германия.
Известен е и по съкратеното име S04. Числовата комбинация „04“ произхожда от годината на основаване на клуба – 1904.
Според класацията на клубни коефициенти на УЕФА към 3 ноември 2016 Шалке 04 е на 14-о място, като трети най-добър немски отбор, а във Вечното класиране на Първа Бундеслига заема 7-о място.

## От 1904 до 1912: Години след основаването под името „Вестфалия“
Година след присъединяването на миньорското селце Шалке към града от долината на река Рур Гелзенкирхен няколко 14- и 15-годишни младежи, които просто искали да играят футбол заедно, поставят началото на легендата на поляна, близо до селския пазар. Така Йозеф Ферзе, Вилхелм „Вили“ Гийс, Йохан Кесел, Виктор Крогул, Хайнрих Кулман, Адолф Йотцелман, Йозеф Займец и Вили ван ден Берг основават на 4 май 1904 г. отбор, който кръщават с името „Вестфалия Шалке“. Момчетата имат подсигурени доходи от работа и за разлика от преобладаващото миньорско население произтичат от градски семейства.
До края на годината броят на членовете на отбора се удвоява, а както и другите отбори от града Вестфалия Шалке играе на гелзенкирхенското игрище, докато не открива накрая свое на Гренцщрасе. През 1907 г. 40-те членове на клуба плащат месечна вноска от 5 пфенига за учащи и 10 за неучащи. Клубните цветове не са днешните синьо и бяло, а червено и жълто.
Официалната година на регистрирането на клуба в спортния регистър на Гелзенкирхен е 1909, а за ръководител е избран Хайнрих Хилгерт, тъй като Вили Гийс, който тогава е правел тактиката на отбора, още не е бил пълнолетен. Хилгерт по това време е работел на местната минна конструкция и спортът е бил само част от свободното му време. Неговото битие се споделя от почти всички тогавашни футболисти и зрители на срещите на клуба – оттук произлиза прозвището на Шалке „миньорите“ (на немски: Die Knappen – миньори след завършване на училищно образование).

## От 1912 до 1924: От „Гимнастически отбор 1877“ до „ФК Шалке 04“
В тогавашната футболна организация „Западногермански спортен съюз“ футболистите от Шалке не са приети официално, а молбите им за това са отхвърлени неколкократно. За тази цел Вестфален 1912 и Шалкер Турнферайн 1877 се обединяват под ръководството на президента Фриц Ункел, който по това време е бил член на спортната организация. Все пак футболистите остават самостоятелни от останалите гимнастически звена на новото обединение.
Началото на Първата световна война повлиява и спортните отбори от Шалке, а игрището на селцето е предоставено на Вестфалия за ползване до края на войната. След спирането на военните действия, на 24 юли 1919 г. гимнастическото дружество Шалкер Турнферайн 1877 и Вестфалия Шалке се обединяват, като новото име на обединението е Гимнастическо и спортно обединение Шалке 1877. Няколко седмици преди това, на 25 май, Ернст Куцора изиграва първата си среща с фланелката на Шалке срещу Ерле 08.
През 1920 г. Шалке разполага вече с 5 отбора с възрастни и 4 с младежи. През август 1922 г. отборът играе за първи път срещу чуждестранен противник – полупрофесионалния австрийски първодивизионен клуб Вийнер Асоушиейшънфутбол Клуб. „Миньорите“ губят с минималното 1:2 на игрището на Гренцщрасе.
Най-важните играчи на отбора по това време са братята Ханс и Фридрих Балман. Родени в Дортмунд, те три години живеят в Шотландия, където се запознават със спецификата на игра на местните футболисти – комбинативност с къси и бързи подавания по земя. Фриц Ункел си спомня през 1934 г.: „...Когато те се върнаха в Германия през 1919 г., беше сензация да се гледат как играят англичаните. Техният стил беше непознат в Германия.“ Този маниер на игра става основен за следващите успехи на отбора през 30-те години, практикуван успешно и от Ернст Куцора и Фриц Сцепан.
На 5 януари 1924 г. се състои събрание на членовете на клуба. На него се решава името на спортното дружество да се промени на Футболен клуб Шалке 04, а за нови цветове се избират синьото и бялото. Ханс Кьоних написва клубната песен „Синьо и бяло, колко ви обичам“, с препратки към местната тежка индустрия в текста.

## От 1924 до 1930: С „шотландския футбол“ към западногермански шампион
Ханс Балман напуска отбора през октомври 1923 г. и по-късно става домакин на църква във Филаделфия. Брат му остава до 1926 г. като се опитва да подобри техниката си. Сред „учениците“ му са Ернст Куцора и роднината му Фриц Сцепан (двамата са женени за две сестри). Те стават шампиони на окръга си през 1924 г.
От 1925 г. Шалке 04 се тренира от истински треньор това е бившият национален футболист на Германия Хайнц Лудевих. Под неговото ръководство отборът отново става шампион на окръжната лига, окръжен първенец на областта Рур и западногермански шампион на окръзите. По това време победителят на състезанията между окръзите не получава правото да се класира в първенството на градовете, което означава, че голяма част от добрите футболисти на Шалке 04 никога не успяват да получат истинско признание за качествата си, печелейки престижен национален турнир. Въпреки това клубът от Гелзенкирхен вече е един от най-популярните гутболни отбори в Германия.
Шалке повтаря титлата си през 1926 г. и се класира в най-висшата дивизия за времето си – Гаулига Рур, където става шампион и вицешампион на Запада през 1927 г. С това си постижение отборът играе за първи път финален турнир за определяне на шампиона на Германия, но е елиминиран в предварителния кръг от 1860 Мюнхен. Въпреки това еуфорията от успехите е голяма и клубното ръководство решава на общо събрание да започне строеж на ново игрище. Класата на Ернст Куцора е потвърдена от повикването му в германския национален отбор на 20 ноември за среща срещу Холандия. Така той става първият национален футболист на Шалке 04.
На следващата година австриецът Густаф Вийзер е назначен за треньор на миньорския отбор и го извежда до ново спечелване на рурското първенство и трето място на западногерманското първенство, откриващи пътя към финалния шампионски рунд. Там „кралскосините“ отново отпадат в началото след 2:4 от станалия по-късно шампион Хамбург. През септември 1928 г. се провежда първата среща на новото игрище Глюкауф-Кампфбан, наименуван така в чест на труда на миньорите. Противник на Шалке 04 е столичният Тенис Борусия Берлин. Тъй като градската община на Гелзенкирхен също помага материално в строежа, футболният клуб се преименува на Еф Це Гелзенкирхен-Шалке 04.
През 1929 г. Шалке 04 празнува третата си поредна титла на региона, а този път триумфира и в западногерманския шампионат, побеждавайки във финала Дуисбург. При шампионските финали тимът от Рур отпада на четвъртфинал от Херта Берлин след загуба с 1:4. Успехите са повторени и през 1930 г., когато западногерманският първенец Шалке 04 отново е елиминиран на четвъртфинал, този път след поражение от тогавашния рекорден първенец на Германия Нюрнберг с 2:6.

## От 1930 до 1933: От „профи“ скандала до вицешампионското звание
Първият „черен“ ден в историята на Шалке 04 е 25 август 1930 г., когато клубът е изключен от Западногерманския футболен съюз, след като 14 футболисти на гелзенкирхенския отбор са обявени за професионални играчи поради изплащането на парични възнаграждения след постигнати футболни успехи, нарушавайки така принципа за аматьорското начало в организацията. Шалке плаща 20 вместо разрешените 5 райхсмарки на футболистите си, между които са и Ханс Тибулски, Фриц Сцепан и Ернст Куцора. Години по-късно съществуват слухове, че Куцора всъщност е получавал много повече пари и в зависимост от посещенията на мачовете на отбора е можел да си тръгне дори със 100 марки на среща. След този скандал ковчежникът на Шалке 04 Вили Нийр посяга на живота си.
През януари 1931 г. „кралскосините“ са върнати в съюза, наказаните играчи са помилвани от 1 юни същата година, а 70 000 зрители на Глюкауф-Кампфбан гледат завръщането на любимия си отбор в първенството срещу Фортуна Дюселдорф. Числото на зрителите в мача срещу дюселдорфци надхвърля два пъти предвиденият капацитет на стадиона и показва не само, че Шалке 04 се радва на голям брой почитатели за времето си, но и че именно футболните запалянковци са били истинската жертва на изключването на отбора. Футболистите от Гелзенкирхен се завръщат и в националния отбор през месец септември Куцора, Сцепан и Тибулски играят с националния екип в Хановер срещу Дания.
През тези години Сцепан и Куцора са движещата сила на Шалке. Те отговарят за тактиката и състава, дори когато официално треньор на отбора е Ханс Зауерман. „Миньорите“ достигат до нов финален кръг за определяне на шампиона на страната през 1932 г., но губят на полуфинала от Айнтрахт Франкфурт с 1:2.
Често се дискутира дали Шалке би постигнал своите успехи през 30-те и 40-те години без подкрепата на националсоциалистическата партия, но е факт, че клубът прави видим прогрес през посочения период. Също и през 1933 г. гелзенкирхенци са първенци на Западна Германия и кандидати за шампион на страната. Във финалния турнир последователно са победени Берлинер Виктория 89 и Франкфурт, а на финала „мюнхенските лъвове“ от 1860 Мюнхен също отстъпват в Лайпцих. Финалът за титлата се играе на 11 юни 1933 г. в Кьолн и изправя Шалке 04 срещу Фортуна Дюселдорф. Фортуна вече е завършила след „синьо-белите“ в западногерманското първенство през сезона, но на Мюнгерсдорфер Щадион пред 60 000 зрители дюселдорфци са безапелационни и печелят с 3:0.
| Сезон   | Първенство                  | Място                           |
| ------- | --------------------------- | ------------------------------- |
| 1926/27 | Първенство на Рур: 1        | Западногерманско първенство: 2. |
| 1927/28 | Първенство на Рур: 1        | Западногерманско първенство: 3. |
| 1928/29 | Първенство на Рур: 1        | Западногерманско първенство: 1. |
| 1929/30 | Западногерманско първенство | 1.                              |
| 1930/31 | Западногерманско първенство | 7.                              |
| 1931/32 | Западногерманско първенство | 1.                              |
| 1932/33 | Западногерманско първенство | 1.                              |

## От 1933 до 1945: Доминант под знака на пречупения кръст
Най-успешният период в историята на клуба е по времето на националсоциализма. Между 1934 и 1942 г. Шалке играе поне един финал за първенството или Купата на Германия. „Кралскосините“ са шампиони шест пъти, а веднъж печелят Купа Чамер (през 1937 г.). Успехите на отбора са угодни на тоталитарната власт и играчите от Гелзенкирхен са удобни оръдия на тогавашната пропаганда. Отборният дух и борбеността на футболистите от Рур се идеализира нагледно като образец на нацията по време на финала на шампионата през 1937 г., на берлинския Олимпийски стадион. Абсурдното в случая е, че имената на футболистите в сини екипи съвсем не звучат „арийски“, а са по-скоро славянски, тъй като повечето играчи са от полски произход – „Сцепан“, „Куцора“, „Цайонс“, „Урбан“, „Пржибилски“ и много други.
През 1933 г. Шалке 04 са разпределени в новата Гаулига Вестфалия, която доминират през следващите години във всичките 11 сезона на лигата гелзенкирхенци са първенци и участници в шампионските финали. На 15 август 1933 г. бившият национал на Германия Ханс Шмид е назначен за наставник на „миньорите“ и се превръща в гарант за успеха. През сезон 1933/34 Шалке губи във финалния кръг от Бенрат и Аймсбютел, но въпреки това успява да се класира за полуфинал, където побеждава Валдхоф Манхайм на дюселдорфския Райнщадион. На 24 юни 1934 г. берлинският Постщадион домакинства финала на германското първенство Шалке 03 срещу Нюрнберг. Благодарение на головете на Фриц Сцепан и Ернст Куцора малко преди края на срещата рурският тим триумфира с титлата. Успехът е дублиран през следващия сезон след успех с 6:4 срещу Щутгарт. През декември 1935 г. се играе и първото издание на Купа Чамер, която е предходник на днешната Купа на Германия. В Дюселдорф Шалке 04 губи от своя голям противик от 30-те години Нюрнберг с 0:2.
Годината 1936 остава без „синя“ титла, но затова Шалке се реваншира с „дубъл“ през 1937 г., печелейки първенството и купата на страната. През 1939, 1940 и 1942 г. капитанът на Шалке отново вдига сребърната шампионска салатиера на Германия. Особено внушителна е победата на финала на германското първенство през 1939 г., когато Шалке 04 разгромява с невероятното 9:0 другия претендент за титлата Виена, което е най-изразителната победа във финална среща в историята на германския футбол. Въпреки че футболистите от Гелзенкирхен се освобождават от военна служба при мачове на своя отбор в първите години от войната, след 1942 г. шампионатът на Германия повече не е същият.
Равносметката от този период ясно показва тоталната доминация на Шалке в собствената гаулига: от 1933 до 1945 г. „кралскосините“ изиграват 189 срещи в първенството, от които печелят 162, завършват наравно 21 и губят едва 6 мача. От 1935 до 1939 г. те дори нямат загуба, а процентът победи на отбора за цялото време на нацизма е 96,8%. Шалке вкарва 924 гола, а допуска едва 145. За сезон 1944/45 клубът изиграва само 2 срещи поради финалната фаза на войната, в които вкарва цели 28 гола, а допуска само един.
| Сезон                 | Първенство              | Място |
| --------------------- | ----------------------- | ----- |
| 1933/34               | Гаулига Вестфалия       | 1.*   |
| 1934/35               | Гаулига Вестфалия       | 1.*   |
| 1935/36               | Гаулига Вестфалия       | 1.    |
| 1936/37               | Гаулига Вестфалия       | 1.*   |
| 1937/38               | Гаулига Вестфалия       | 1.    |
| 1938/39               | Гаулига Вестфалия       | 1.*   |
| 1939/40               | Гаулига Вестфалия       | 1.*   |
| 1940/41               | Гаулига Вестфалия       | 1.    |
| 1941/42               | Гаулига Вестфалия       | 1.*   |
| 1942/43               | Гаулига Вестфалия       | 1.    |
| 1943/44               | Гаулига Вестфалия       | 1.    |
| 1944/45               | Гаулига Вестфалия, Гр.А | 2.    |
| * Шампион на Германия |                         |       |

## От 1945 до 1963: Участие в оберлигата и титла на Германия
От юли 1946 г. бомбардираното игрище Глюкауф-Кампфбан отново е годно за игра. Все пак славният отбор на Шалке 04 не успява да повтори доминацията си от близкото минало, като играе в разделена на две вестфалска лига. През 1947 г. тимът губи финалната среща в първенството на Вестфалия от местния противник Борусия Дортмунд с 2:3. През същата година се основава и Оберлига Запад, в която град Гелзенкирхен е представен и от отбора на Ес Те Фау Хорст-Емшер до началото на 50-те години. През първото издание на първенството Шалке 04 завършва едва на шесто място, а съгражданите им от Хорст-Емшер са трети. През 1949 г., докато градските съперници запазват позициите си, „кралскосините“ попадат в криза и отпадат във втора дивизия. Фриц Сцепан, който се изявява като треньор на отбора, и Ернст Куцора, вече на 45-годишна възраст, прекратяват футболните си кариери в приятелска среща с бразилския Атлетико Минейро.
През 1951 г. Шалке 04 печели за първи път Оберлига Запад и след 7-годишно прекъсване отново спори за титлата на Германия. След лошо начало на финалния турнир и поражения от Санкт Паули и Кайзерслаутерн, както и равенство с Фюрт, гелзенкирхенци печелят всички останали срещи до края на груповата фаза и завършват втори след станалия по-късно шампион отбор на „червените дяволи“ от Пфалц. През следващия сезон Шалке е втори в оберлигата си и като такъв участва в спора за титлата на страната. Докато в първите години след Втората световна война в срещите за Купата на Германия клубът отпада рано от надпреварата, през 1955 г. „кралскосините“ достигат до финал срещу Карлсруе. След две преигравания поради равни резултати третата среща между двата отбора завърщва с победа за баденците с 3:2, след като малко преди края Шалке води с 2:1.
Сезонът 1955/56 в Оберлига Запад носи второто място на „миньорите“ след Борусия Дортмунд. Те участват в шампионския турнир по-късно, когато в своята група завършват на първото място, с равни точки с Карлсруе и Кайзерслаутерн, а доброто голово съотношение класира „сините от Баден“ на финал срещу дортмундската Борусия.
През 1958 г. тренираните след 1954 г. от Еди Фрювирт футболисти на Шалке 04 печелят за втори път първенството на Оберлига Запад и участват във финалния кръг. Предварителната група е премината след убедителни победи над Айнтрахт Брауншвайг, Тенис Борусия Берлин и Карлсруе и голова разлика от 16:1. Във финала на шампионата на 18 май 1958 г. „кралскосините“ играят с Хамбург, които също са спечелили и трите си мача в групата. След това обаче „червените шорти“ нямат шанс и са надиграни от световния шампион от 1954 г. Бернхард Клот, който вкарва два гола преди почивката, а Манфред Кройц добавя още едно попадения малко преди края. Гелзенкирхенският клуб играе с футболисти, чиято средна възраст е 22,5 години, но затова те са безкомпромисни в единоборствата и за първи път след войната Шалке е шампион на Германия. Отборът представя страната си и за Купата на европейските шампиони 1958/59, когато преодоляват датския първенец Копенхаген, а на осминафинала елиминират английския шампион Уулвърхямптън Уондърърс. „Кралскосините“ са спряни на четвъртфинала от испанския вицешампион Атлетико Мадрид.
Поради европейските срещи Шалке 04 играе неубедително в оберлигата и завършва едва на 11 място. През следващите сезони обаче те се връщат в челото на класирането и през 1961/62 са втори, а с това и участници във финалния рунд на шампионата, където отпадат от Вердер Бремен. През 1963 г. Шалке 04 завършва на 6 място в Оберлига Запад и е приет за участие в новосформираната Първа Бундеслига.
| Сезон                 | Първенство                                 | Място             |
| --------------------- | ------------------------------------------ | ----------------- |
| 1945/46               | Регионално първенство                      | Победител в група |
| 1946/47               | Първенство на британската окупационна зона | 1/4 Финал         |
| 1947/48               | Оберлига Запад                             | 6.                |
| 1948/49               | Оберлига Запад                             | 12.               |
| 1949/50               | Оберлига Запад                             | 6.                |
| 1950/51               | Оберлига Запад                             | 1.                |
| 1951/52               | Оберлига Запад                             | 2.                |
| 1952/53               | Оберлига Запад                             | 6.                |
| 1953/54               | Оберлига Запад                             | 3.                |
| 1954/55               | Оберлига Запад                             | 5.                |
| 1955/56               | Оберлига Запад                             | 2.                |
| 1956/57               | Оберлига Запад                             | 4.                |
| 1957/58               | Оберлига Запад                             | 1.*               |
| 1958/59               | Оберлига Запад                             | 11.               |
| 1959/60               | Оберлига Запад                             | 4.                |
| 1960/61               | Оберлига Запад                             | 3.                |
| 1961/62               | Оберлига Запад                             | 2.                |
| 1962/63               | Оберлига Запад                             | 6.                |
| * Шампион на Германия |                                            |                   |

## От 1963 до 1981: Първа Бундеслига – скандал и изпадане
В основаната през 1963 г. елитна германска дивизия Шалке 04 играе без прекъсване до 1981 г. Първите години в новата елитна дивизия на страната са белязани с борба за оставане сред най-добрите германски отбори и дори след края на сезон 1964/65 отборът се намира в зоната за изпадане, но след неразбориите около служебната дисквалификация на Херта Берлин и увеличаването на участниците в първенството, Шалке остава в германския елит. През 1971 г. клубът е замесен в скандала с манипулиране на мачове от първенството, след като се доказва, че „кралскосините“ губят срещата си с Арминия Билефелд с 0:1, а някои футболисти са получили пари за това. Германският футболен съюз взема драконовски мерки и няколко играчи на отбора са наказани за уговорките, включително и любимецът на „кралскосините“ запалянковци „Стан“ Либуда. След като Шалке води класирането през по-голямата част на сезон 1971/72 под ръководството на треньора Ивица Хорват, отборът завършва спортната година като вицешампион (след Байерн Мюнхен) и носител на Купата на Германия (победа с 5:0 на финала срещу Кайзерслаутерн). През този период „миньорите“ се местят на нов стадион, построен специално за Световното първенство по футбол в Германия – Паркщадион в гелзенкирхенския квартал Ерле. Съоръжението е едно от най-модерните за времето си, а лекоатлетическата писта около футболното игрище позволява провеждане и на състезания по лека атлетика.
Сезон 1976/77 отново носи сребърните медали в Гелзенкирхен, а на 9 октомври 1976 г. Шалке 04, воден от легендарния футболист Клаус Фишер, разгромява Байерн Мюнхен със 7:0 и така постига най-убедителната си победа в Първа Бундеслига в историята. Успехът е последван от нови 4 години в първа дивизия, когато отборът изпада във Втора Бундеслига като 17-и в крайното класиране на кампанията 1980/81. Преди злощастния сезон клубното ръководство решава да загърби вече възрастните Рюдигер Абрамчик, Клаус Фихтел и Клаус Фишер и да подмлади състава на отбора, с което да постави основите на бъдещ успешен тим. Резултатите от това решение са плачевни и носят срамно домакинско поражение с 0:6 от Бохум, както и разгромна загуба с 1:7 от Борусия Мьонхенгладбах. Катастрофалното представяне на младите „миньори“ логично води до изпадане в края на сезона.
| Сезон                                                                                             | Дивизия | Място | ГР    | Точки |
| ------------------------------------------------------------------------------------------------- | ------- | ----- | ----- | ----- |
| 1963/64                                                                                           | 1.БЛ    | 8     | 51:53 | 29    |
| 1964/65                                                                                           | 1.БЛ    | 16    | 45:60 | 22    |
| 1965/66                                                                                           | 1.БЛ    | 14    | 33:55 | 27    |
| 1966/67                                                                                           | 1.БЛ    | 15    | 37:63 | 30    |
| 1967/68                                                                                           | 1.БЛ    | 15    | 42:48 | 30    |
| 1968/69                                                                                           | 1.БЛ    | 7     | 45:40 | 35    |
| 1969/70                                                                                           | 1.БЛ    | 9     | 43:54 | 34    |
| 1970/71                                                                                           | 1.БЛ    | 6     | 44:40 | 36    |
| 1971/72                                                                                           | 1.БЛ    | 2     | 76:35 | 52    |
| 1972/73                                                                                           | 1.БЛ    | 15    | 46:61 | 28    |
| 1973/74                                                                                           | 1.БЛ    | 7     | 72:68 | 37    |
| 1974/75                                                                                           | 1.БЛ    | 7     | 52:37 | 39    |
| 1975/76                                                                                           | 1.БЛ    | 6     | 76:55 | 37    |
| 1976/77                                                                                           | 1.БЛ    | 2     | 77:52 | 43    |
| 1977/78                                                                                           | 1.БЛ    | 9     | 47:52 | 34    |
| 1978/79                                                                                           | 1.БЛ    | 15    | 55:61 | 28    |
| 1979/80                                                                                           | 1.БЛ    | 8     | 40:51 | 33    |
| 1980/81                                                                                           | 1.БЛ    | 17    | 43:88 | 23    |
| Сребрист фон: Вицешампион Червен фон: Изпадане Заградено с червено: Носител на Купата на Германия |         |       |       |       |

## От 1981 до 1997: Възход и спечелване на Купата на УЕФА
През 80-те години Шалке на два пъти попада във втора дивизия и поради финансови проблеми рискува да загуби лиценза си на професионален футболен клуб. Тези проблеми във финансовото състояние и представянето на отбора не пречат Шалке 04 да остане един от най-популярните германски отбори, а посещаемостта на мачовете в Паркщадион е доста по-висока от тази на срещите на някои първодивизионни отбори. Интересно събитие се случва на 2 май 1987 г., когато папа Йоан Павел II провежда тържествена меса на Паркщадион пред около 100 000 души и става почетен член на клуба. След завръщането в Първа Бундеслига през 1991 г. започва и спортният подем в отбора, който постепенно връща старото си влияние върху германския футбол. В края на 90-те години става ясно, че Шалке ще се ръководи от холандския треньор Хууб Стевенс, който води със себе си няколко холандски и белгийски футболисти. Връх в клубното развитие е спечелената Купа на УЕФА през 1997 г. срещу Интер Милано. Преди финалната среща не европейския турнир "миньорите елиминират последователно Рода, Трабзонспор, Брюж, Валенсия и Тенерифе. Срещу миланския отбор първата финална среща е спечелена с 1:0 на Паркщадион, а на реванша световните звезди на Интер надделяват със същия резултат, което води до продължения след редовното време. Там противниците не си отбелязват гол и дузпите определят носителя на трофея. Марк Вилмотс отбелязва решителната дузпа и за първи и последен път в историята привържениците на Шалке 04 и Борусия Дортмунд празнуват заедно спечелването на Купата на УЕФА и съответно на Шампионската лига. Поради борбеността си и себераздаването на терена в европейските срещи, този отбор на „кралскосините“ носи прозвището „евробойците“.
| Сезон                                                                                    | Дивизия | Място | ГР    | Точки |
| ---------------------------------------------------------------------------------------- | ------- | ----- | ----- | ----- |
| 1981/82                                                                                  | 2.БЛ    | 1     | 70:35 | 51    |
| 1982/83                                                                                  | 1.БЛ    | 16    | 48:68 | 22    |
| 1983/84                                                                                  | 2.БЛ    | 2     | 95:45 | 55    |
| 1984/85                                                                                  | 1.БЛ    | 8     | 63:62 | 34    |
| 1985/86                                                                                  | 1.БЛ    | 10    | 53:58 | 30    |
| 1986/87                                                                                  | 1.БЛ    | 13    | 50:58 | 32    |
| 1987/88                                                                                  | 1.БЛ    | 18    | 48:84 | 23    |
| 1988/89                                                                                  | 2.БЛ    | 12    | 58:51 | 36    |
| 1989/90                                                                                  | 2.БЛ    | 5     | 69:51 | 43    |
| 1990/91                                                                                  | 2.БЛ    | 1     | 64:29 | 57    |
| 1991/92                                                                                  | 1.БЛ    | 11    | 45:45 | 34    |
| 1992/93                                                                                  | 1.БЛ    | 10    | 42:43 | 34    |
| 1993/94                                                                                  | 1.БЛ    | 14    | 38:50 | 29    |
| 1994/95                                                                                  | 1.БЛ    | 11    | 48:54 | 31    |
| 1995/96                                                                                  | 1.БЛ    | 3     | 45:36 | 56    |
| 1996/97                                                                                  | 1.БЛ    | 12    | 35:40 | 43    |
| Зелен фон: Класиране Червен фон: Изпадане Заградено с червено: Носител на Купата на УЕФА |         |       |       |       |

## От 1997 до 2006: „Шампион на сърцата“ и две Купи на Германия
Маркетинговият отдел на клуба се професионализира и разширява. От 1994 г. насам ръководството на Шалке 04 не се избира повече от членовете на клуба, а от съставен надзорен съвет. През 2000 г. Шалке се преобразува в акционерно дружество, а към него се формират дъщерни компании, осъществяващи определена функция.
През сезон 2000/01 „кралскосините“, водени от нападателите Ебе Санд и Емил Мпенза завършват на второ място в първенството, като дори след последната си среща за сезона за 4 минути и 38 секунди са шампиони и празнуват титлата. Тържествата спират внезапно след изравнителния гол на Байерн в Хамбург за 1:1. Така Шалке получава нарицателното „шампион на сърцата“ (в смисъл на „морален шампион“) от медиите в Германия и за първи път получава правото да играе в европейската Шампионска лига. Отборът се реваншира за изпуснатата титла седмица след драматичния край на първенството, когато през 2001 г. печели третата си Купа на Германия в Берлин срещу местния Унион, който тогава има аматьорски статус и е воден от българския треньор Георги Василев. През следващия сезон 2001/02 трофеят успешно е защитен, този път срещу Байер Леверкузен.
През август 2001 г. се състои откриването на новия клубен стадион „Арена ауф Шалке“, който от 2005 г. носи името „Фелтинс-Арена“. Разходите по строителството на арената и новите попълнения в отбора вкарват Шалке 04 в сериозни дългове, възлизащи на 195 милиона евро, като в различните медии се говори дори за задължение от 225 милиона. Все пак тези разходи не са напразни, тъй като Шалке се превръща в един от водещите германски клубове и през сезона 2004/05 се бори за титлата, но в крайна сметка завършва на второто място. Така Шалке играе през следващия сезон 2005/06 в Шампионската лига, където завършва на 3-то място в групата си и продължава напред в Купата на Уефа. На четвъртфинал отстранява българския Левски София за да отпадне в полуфинала срещу Севиля.
На 17 май 2006 г. дългогодишният и превърналият се в легенда изпълнителен директор на „миньорите“ Руди Асауер се оттегля от поста си в клуба, а неговото място е заето от бившия футболист Андреас Мюлер. На 10 октомври 2006 г. в Дрезден е представен спонсорски договор с руската енергийна компания Газпром със срок до лятото на 2012 г., а от януари 2007 г. върху сините екипи стои и логото на газовия гигант. Спонсорството се изразява в приход от 60 до 66 милиона евро, а в определени случаи (например при участие в Шампионската лига) сумата може да достигне и до 100 милиона. Освен това започва и сътрудничество с руския елитен клуб Зенит Санкт Петербург, който също се спонсорира от Газпром. Някои политически анализатори виждат в спонсорската сделка хитър политически ход на Русия да „купи“ приятелство с Германия. 

## От 2006 до днес: Вицешампиони и участия в европейските клубни турнири
През сезон 2006/07 Шалке завършва отново на 2-ро място в Бундеслигата, само на две точки зад шампиона Щутгарт. В следващия сезон 2007/08 преодолява груповата фаза на Шампионската лига и достига до четвъртфиналите, където е елиминиран от испанския Барселона. През пролетния дял на същия сезон треньорът на Шалке Мирко Сломка е освободен от поста си след тежко поражение от Вердер Бремен, а бившите футболисти на „миньорите“ Михаел Бюскенс и Юри Мулдер поемат временно треньорските задължения. От януари 2008 г. клубът е един от четирите германски членове на Европейската клубна асоциация, защитаваща интересите на футболните клубове от Европа. Шалке 04 завършва финансовата 2007 г. с капитал от 156 милиона евро, а печалбата е в размер на 12,7 милиона евро. Към днешна дата се наблюдава спад в дружествения капитал до 102 милиона евро, което принуждава ръководството да ограничи определени разходи по отбора. Освен това се открива и „Зала на славата“ на Шалке 04. За началото на кампанията 2008/09 за нов наставник е назначен холандецът Фред Рутен, ръководил успешно преди това тима от „Ниската земя“ Твенте.След лошата серия на отбора през сезона обаче ръководството на Шалке предприема драстични мерки. На 9 март 2009 г. Андреас Мюлер е освободен от поста си на изпълнителен директор поради слабите резултати на ръководения от него клуб, а малко след това е последван и от треньора Фред Рутен. На 6 май същата година официално се оповестява, че от новия сезон начело на Шалке застава Феликс Магат, който ще съвместява функциите на треньор и спортен директор. Сезон 2008/09 протича относително разочароващо – 8 място в първенството и четвъртфинал за Купата на Германия след загуба от втородивизионния Майнц 05. В Шампионската лига „кралскосините“ отпадат в третия предварителен кръг от испанския представител Атлетико Мадрид, а за Купата на УЕФА гелзенкирхенци отпадат в групите на турнира. Така за първи път от осем години Шалке 04 няма да участва в европейски клубен турнир.
Сезонът 2009/10 носи на Шалке за пореден път второто място в Бундеслигата, което е 9-ата вицешампионска титла на отбора, достигане на полуфинала за Купата на Германия и класиране за Шампионската лига. В този период към отбора се присъединяват звезди като холандецът Клаас-Ян Хюнтелаар (голмайстор на Бундеслигата за сезон 2011/12) и испанецът Раул. На 16 март 2011 отборът се разделя с Магат, а неговите функции поемат като мениджър Хорст Хелдт, а като треньор Ралф Рангник. След две победи с 5:2 и 2:1 в четвъртфинала на Шампионската лига срещу миналогодишния победител Интер, Шалке за пръв път в историята си достига полуфинала на турнира, където отпада с две загуби срещу Манчестър Юнайтед. Въпреки че завършва едва на 14-о място в Бундеслигата през сезона 2010/11 Шалке печели с 5:0 за пети път в историята си Купата на Германия срещу Дуисбург. В този период от историята си Шалке има всяка година нов треньор, а понякога дори и повече. Така например през сезона 2014/15 начело с Роберто Ди Матео отборът отпада в осминафинала на Шампионската лига въпреки победа като гост с 4:3 срещу Реал Мадрид.
Към 27 ноември 2016 г. позицията мениджър на отбора се заема от дошлия от Майнц Кристиан Хайдел, а треньор е бившият треньор на Аугсбург Маркус Вайнцийрл. Под негово ръководство през сезон 2016/17 отборът записва най-лошия си старт в Бундеслигата с пет поредни загуби, последвани обаче от серия от 12 мача (всички турнири) без загуба, от които само две равенства. В крайна сметка след много непостоянна игра Шалке завършва сезона на разочароващото 10-о място и за пръв път от 7 години няма да играе в европейски клубен турнир. По ирония на съдбата това е сезонът, когато отборът чества с пищни тържества 20-годишен юбилей от спечелването на Купата на УЕФА през 1997.
| Сезон                                                                        | Дивизия | Място | ГР    | Точки |
| ---------------------------------------------------------------------------- | ------- | ----- | ----- | ----- |
| 1997/98                                                                      | 1.БЛ    | 5     | 38:32 | 52    |
| 1998/99                                                                      | 1.БЛ    | 10    | 41:54 | 41    |
| 1999/00                                                                      | 1.БЛ    | 14    | 42:44 | 39    |
| 2000/01                                                                      | 1.БЛ    | 2     | 65:35 | 62    |
| 2001/02                                                                      | 1.БЛ    | 5     | 52:36 | 61    |
| 2002/03                                                                      | 1.БЛ    | 7     | 46:40 | 49    |
| 2003/04                                                                      | 1.БЛ    | 7     | 49:42 | 50    |
| 2004/05                                                                      | 1.БЛ    | 2     | 56:46 | 63    |
| 2005/06                                                                      | 1.БЛ    | 4     | 47:31 | 61    |
| 2006/07                                                                      | 1.БЛ    | 2     | 53:32 | 68    |
| 2007/08                                                                      | 1.БЛ    | 3     | 55:32 | 64    |
| 2008/09                                                                      | 1.БЛ    | 8     | 47:35 | 50    |
| 2009/10                                                                      | 1.БЛ    | 2     | 53:31 | 65    |
| 2010/11                                                                      | 1.БЛ    | 14    | 38:44 | 40    |
| 2011/12                                                                      | 1.БЛ    | 3     | 74:44 | 64    |
| 2012/13                                                                      | 1.БЛ    | 4     | 58:50 | 55    |
| 2013/14                                                                      | 1.БЛ    | 3     | 63:43 | 64    |
| 2014/15                                                                      | 1.БЛ    | 6     | 42:40 | 48    |
| 2015/16                                                                      | 1.БЛ    | 5     | 51:49 | 52    |
| 2016/17                                                                      | 1.БЛ    | 10    | 45:40 | 43    |
| Сребрист фон: Вицешампион Заградено с червено: Носител на Купата на Германия |         |       |       |       |